# Мацуры
Мацуры (бел. Мацуры) — деревня в Новосёлковском сельсовете Поставского района Витебской области Белоруссии.

## География
Деревня расположена в 14 км от города Поставы и в 5 км от центра сельсовета.

## История
В 1775 году деревня впервые упоминается в метрических книгах Лучайского костела:
«Мацуры (ex villa Macury). 1 января 1775 года ксендз Фаддей Стрынкевич, комендант Лучайского прихода, окрестил мальчика по имени Стефан, сына Симона и Хелены Мацуров. Крестными были Франциск Церлюк и Елизавета Мацурова». 
В метриках встречается также название Мацурово, что свидетельствует о происхождении названия деревни от фамилии Мацур.
В 1873 году в Лучайской волости Вилейского уезда Виленской губернии, 49 ревизских душ.
В 1905 году в деревне были 124 жителя и 163 десятин земли, в застенке — 6 жителей и 23 десятины земли.
В результате советско-польской войны 1919—1921 гг. деревня оказалась в составе Польши (II Речь Посполитая). Административно деревня входила в состав Лучайской гмины Дуниловичского повета Виленского воеводства.
В 1923 году — 24 дома и 122 жителей.
В сентябре 1939 года деревня была присоединена к БССР силами Белорусского фронта РККА.
4 декабря 1939 года деревня вошла в состав Дуниловичского района Вилейской области БССР.
С 15 января 1940 года — в Лучайском сельсовете Дуниловичского района.
В 1947 году — 34 хозяйства, кузница.
С 20 января 1960 года — в Поставском районе.
С 17 июня 1964 года — в Юньковском сельсовете.
В 1964 году — 24 дворов и 66 жителей.
С 27 сентября 1991 года — в Лукашовском сельсовете.
С 24 августа 1992 года — в Новосёлковском сельсовете.
В 2001 году — 11 дворов, 21 житель, в составе колхоза имени Суворова.